# Erik Acharius
Erik Acharius ( Gävle, 10 de octubre de 1757-Vadstena, 14 de agosto de 1819) fue un médico, naturalista y botánico sueco.

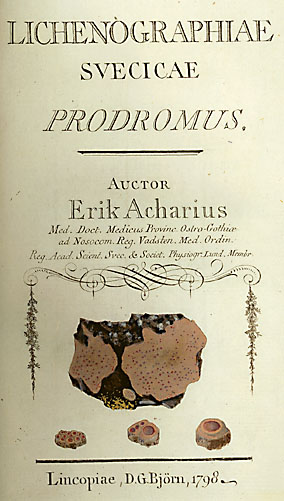
Portada de un libro

## Biografía
Acharius comenzó sus estudios en Upsala en 1773. Fue muy influenciado por Carlos Linneo, en 1776 defiende la tesis "Planta aphyteja", la última disertación presidida por Linneo.
Acharius tuvo problemas financieros, pero como tenía grandes habilidades artísticas, consiguió en 1778 un trabajo de ilustrador de objetos de Ciencias Naturales para la Academia Sueca de Ciencias. Continuó sus estudios y se preparó para obtener la graduación en Medicina que consiguió satisfactoriamente en Lund en 1782.
Su destino médico más importante fue como médico de provincias en Vadstena en 1789, donde permaneció por el resto de su vida. Se casó dos veces y tuvo 10 hijos. En 1809 fue galardonado con la orden de Wasa. Acharius hizo mucho por mejorar el nivel sanitario, estando especialmente interesado en el tratamiento de las enfermedades venéreas. Fundó un Hospital especializado en estas enfermedades en Vadstena en 1795.
A pesar de su buen quehacer médico, Acharius es más conocido por ser el "padre de la liquenología". Su interés por los líquenes podría haber sido inspirado por Linnaeus, quien agrupó los pocos líquenes que conocía dentro del género Lichen. Probablemente fuera alentado en el estudio de los líquenes por su amigo Olof Swartz.
Acharius reclasificó el género Lichen en unos 40 géneros y describió unos 60 tipos de Taxa de Criptógamas. Esto le mereció las críticas de los botánicos contemporáneos; sin embargo su trabajo se ha demostrado con el tiempo estar muy acertado siendo de gran valor y duradero en el tiempo. Sus cuatro libros son las piedras fundamentales de la liquenología.
Reunió un Herbario muy completo en la materia que se encuentra actualmente en Helsinki, con duplicados en la Universidad de Upsala y en el Museo de Historia Natural de Londres.

## Honores

### Epónimos
Género
- Acharia Thunb. 1794

Especies vegetales
- Aphyteia acharii Steud. 1840
- Hydnora acharii Thunb. ex Hook.f. 1873
- Rosa acharii Billb. 1821
- Conferva acharii Thunb. 1794

Especies de insecto
- Tortrix achariana

## Obras
- "Lichenographiae Suecicae Prodromus", Linköping, 1798
- "Methodus qua omnes detectos lichenes ad genera redigere tentavit", Estocolmo, 1803. Hamburgo, 1805
- "Lichenografia universalis", Göttingen, 1810
- "Synopsis Methodica Lichenum, sistens omnes hujus ordinis naturalis. . . .", Lund, 1814

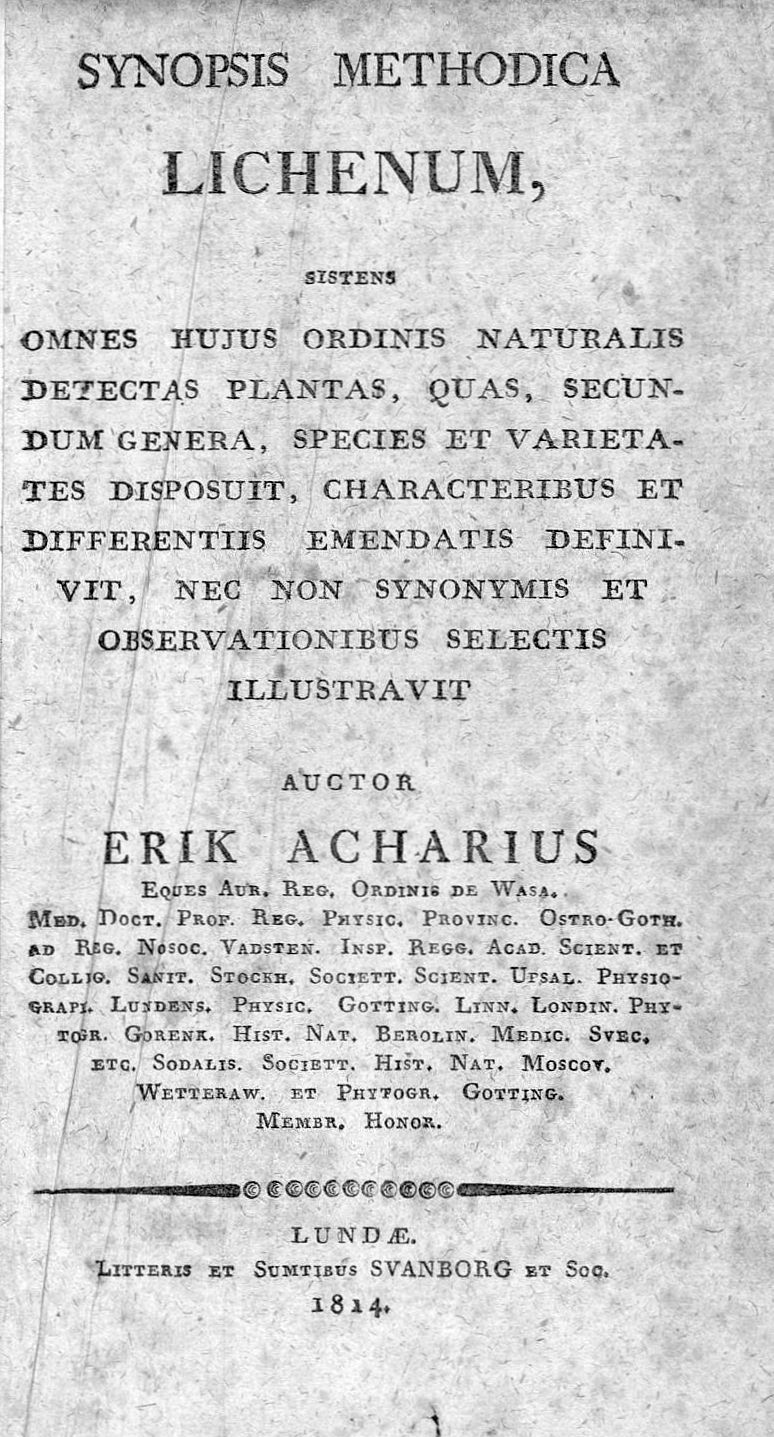
Synopsis methodica lichenum, 1814

- La abreviatura «Ach.» se emplea para indicar a Erik Acharius como autoridad en la descripción y clasificación científica de los vegetales.[1]